# Miembro de la Royal Society
Miembro de la Royal Society (en inglés Fellow of the Royal Society) es un título honorífico concedido para distinguir a científicos, así como una categoría de afiliación de la Real Sociedad de Londres para el Avance de la Ciencia Natural. Las personas que reciben este título pueden indicarlo adosando las siglas FRS después de su nombre.
Son elegidos hasta 44 miembros cada año mediante votación de los miembros existentes. Los candidatos deben ser nacionales o residentes del Reino Unido, de la República de Irlanda o de algún país de la Mancomunidad Británica. Científicos destacados de otros lugares pueden pertenecer como miembros extranjeros. Los estatutos de la Royal Society declaran que los candidatos para la elección deben haber hecho "una contribución sustancial a la mejora del conocimiento, incluyendo las matemáticas, la ingeniería y la medicina".
Fellowship of the Society, de la academia científica más antigua conocida en existencia continua, es un honor significativo. Ha sido otorgado a muchos científicos eminentes a lo largo de la historia, incluidos Isaac Newton (1672), Charles Darwin (1839), Michael Faraday (1824), Ernest Rutherford (1903), Srinivasa Ramanujan (1918), Albert Einstein (1921), Paul Dirac (1930), Winston Churchill (1941), Subrahmanyan Chandrasekhar (1944), Dorothy Hodgkin (1947), Alan Turing (1951), Lise Meitner (1955) y Francis Crick (1959). Más recientemente, se han concedido becas a Stephen Hawking (1974), David Attenborough (1983), Tim Hunt (1991), Elizabeth Blackburn (1992), Tim Berners-Lee (2001), Venkatraman Ramakrishnan (2003) ), Atta-ur Rahman (2006), Andre Geim (2007), James Dyson (2015), Ajay Kumar Sood (2015), Subhash Khot (2017), Elon Musk (2018), y alrededor de 8 000 más en total, incluidos más de 280 premios Nobel desde 1900. En octubre de 2018, contaba aproximadamente con 1689 becarios, miembros extranjeros y honorarios vivos, de los cuales más de 60 son premios Nobel.
La beca de la Royal Society ha sido descrita por The Guardian como "el equivalente a un Oscar a la trayectoria" y varias instituciones celebran su anuncio cada año. 

## Becas
Hasta 60 nuevos Fellows (FRS), honorarios (HonFRS) y miembros extranjeros (ForMemRS) son elegidos anualmente a finales de abril o principios de mayo, de un grupo de alrededor de 700 candidatos propuestos cada año. Los becarios nuevos solo pueden ser nominados por los becarios existentes para una de las becas que se describen a continuación:

### Fellow (Compañero)

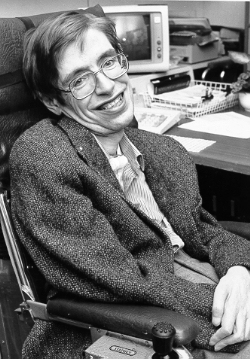
Stephen Hawking fue elegido miembro en 1974

Cada año, se eligen hasta 52 nuevos becarios del Reino Unido, el resto de la Commonwealth of Nations e Irlanda, que representan alrededor del 90% de la sociedad. Cada candidato es considerado por sus méritos y puede ser propuesto desde cualquier sector de la comunidad científica. Los becarios son elegidos de por vida sobre la base de la excelencia en la ciencia y tienen derecho a utilizar las letras postnominales FRS.

### Foreing Member (Miembro extranjero)

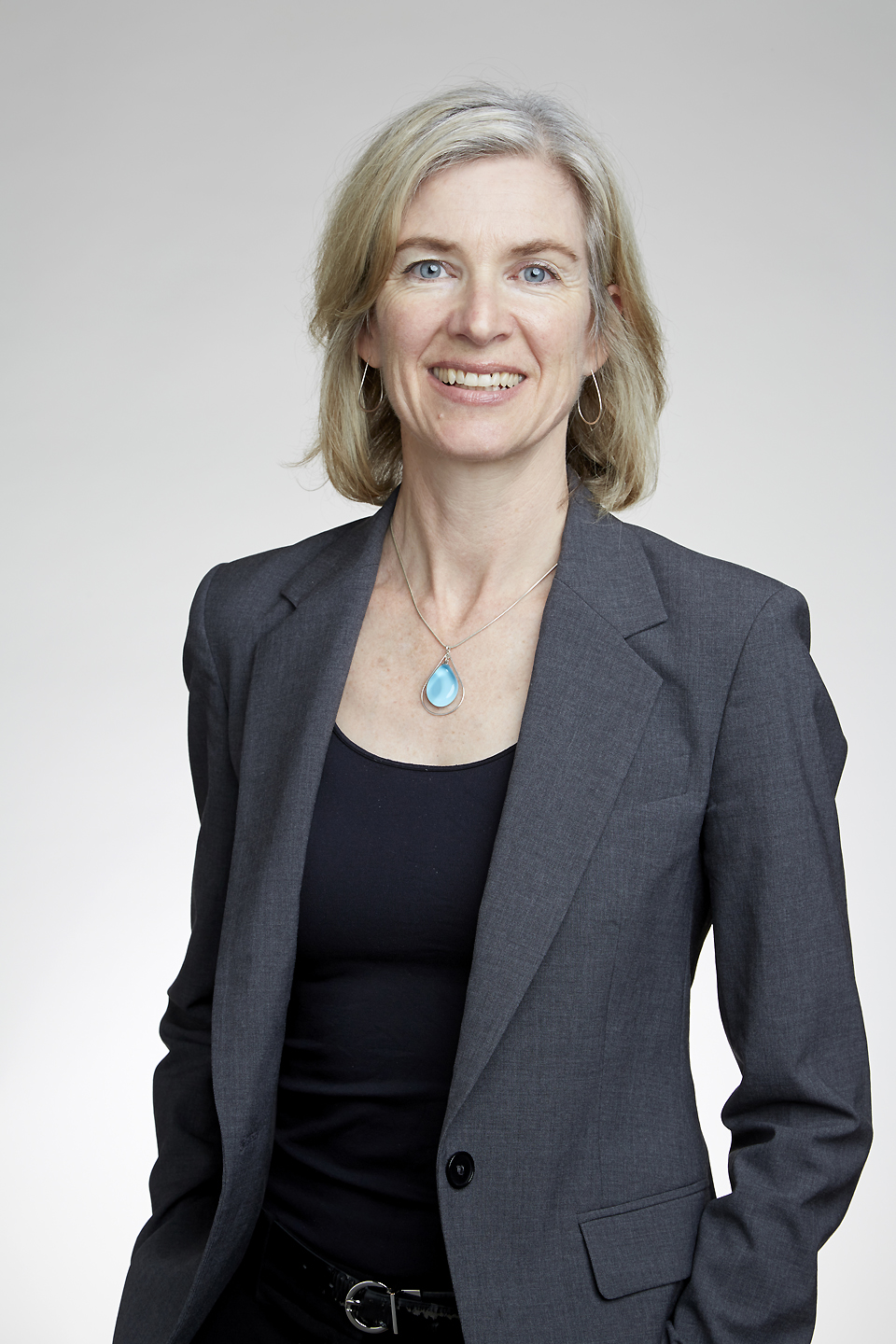
Jennifer Doudna fue elegida Foreign Member en 2016

Cada año, los becarios eligen hasta diez nuevos miembros extranjeros. Al igual que los becarios, los miembros extranjeros son elegidos de por vida a través de una revisión por pares sobre la base de la excelencia en la ciencia. A partir de 2016 , hay alrededor de 165 miembros extranjeros, que tienen derecho a utilizar los ForMemRS post-nominales.

### Honorary Fellow (Miembro honorario)
La beca honoraria es un título académico honorífico que se otorga a los candidatos que han prestado un servicio distinguido a la causa de la ciencia, pero que no tienen el tipo de logros científicos que se requieren de los becarios o miembros extranjeros. Los becarios honorarios incluyen a Bill Bryson (2013), Melvyn Bragg (2010), Robin Saxby (2015), David Sainsbury, Baron Sainsbury de Turville (2008) y Onora O'Neill (2007). Los becarios honorarios tienen derecho a utilizar las letras nominales HonFRS. Otros, incluidos John Maddox (2000), Patrick Moore (2001) y Lisa Jardine (2015) fueron elegidos como becarios honorarios.

### Former Satatute 12 fellowship (Antiguo Estatuto 12 becas)

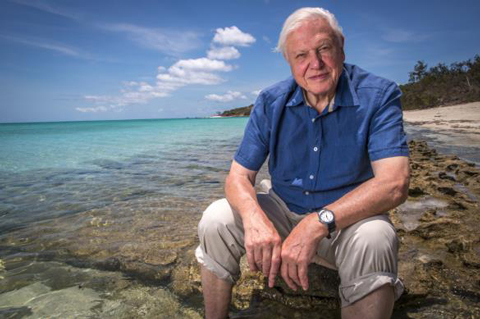
David Attenborough fue elegido Fellow en in 1983, según el estatuto 12

Los becarios elegidos bajo el estatuto 12 incluyen a David Attenborough (1983) y John Palmer, cuarto conde de Selborne (1991).

### Royal Fellow (Compañero Real)
El Consejo de la Royal Society puede recomendar miembros de la Familia Real Británica para su elección como Miembro Real de la Royal Society. A partir de 2016 había cinco becarios reales:
- Carlos, Príncipe de Gales elegido en 1978
- Anne, princesa real elegida en 1987
- El príncipe Eduardo, duque de Kent, elegido en 1990
- El príncipe William, duque de Cambridge, elegido en 2009
- El príncipe Andrew, duque de York, elegido en 2013
- Su Majestad la Reina, Isabel II no fue miembro real, pero proporcionó su patrocinio a la Sociedad como lo hicieron todos los monarcas británicos reinantes desde Carlos II de Inglaterra. El príncipe Felipe, duque de Edimburgo (1951) fue elegido según el estatuto 12, no como miembro real.